# Loeseneriella camerunica
Loeseneriella camerunica är en benvedsväxtart som först beskrevs av Ludwig Eduard Theodor Loesener, och fick sitt nu gällande namn av N. Hallé. Loeseneriella camerunica ingår i släktet Loeseneriella och familjen Celastraceae. Inga underarter finns listade.
Växten förekommer endast i Kamerun och Gabon. Den hittas i städsegröna skogar i låglandet.
Beståndet hotas av svedjebruk. Arten är endast känd från fyra skogar. IUCN listar den som starkt hotad (EN).